# Кызыл-Хая
Кызыл-Хая — село (сумон) в Монгун-Тайгинском кожууне Тывы. Численность населения — 1436 чел.

## Географическое положение
Село находится на реке Моген-Бурен, близ Монгун-Тайги, на высоте 2000 м над уровнем моря.
Улицы
ул. 100 лет Тывы, ул. Бай-Оваа, ул. Дагылган, ул. Кечил, ул. Кошкар-оол, ул. Сугу, ул. Хорлуу, ул. Чоргаар, ул. Шыдыраа.
К селу примыкают местечки (населённые пункты без статуса поселения) м. Ажыг-Суг, м. Ак-Баштыг, м. Ала-Хая, м. Алдыы Кужурлуг Хову, м. Алдыы Ыймааты, м. Барышкин, м. Казылган, м. Кара-Белдир, м. Кара-Даг Бели, м. Каргы, м. Ковей-Одек, м. Кужурлуг-Хову, м. Мугур, м. Саадак, м. Сайыр, м. Сарыг-Ой, м. Тавыты, м. Таскыл, м. Устуу Кужурлуг Хову, м. Устуу Ыймааты, м. Хем-Бажы, м. Хем-Ишти, м. Чарыс, м. Чолдак-Одек, м. Чолдак-Орук, м. Шегетей, м. Шивээ-Даг, м. Ширээ-Тайга.

## Население
| 2002  | 2010  | 2011  | 2012  | 2013  | 2014  | 2015  |
| ----- | ----- | ----- | ----- | ----- | ----- | ----- |
| 1062  | ↗1345 | ↘1341 | →1341 | ↗1343 | ↗1371 | ↗1392 |
| 2016  | 2017  | 2018  | 2019  | 2020  | 2021  |       |
| ↗1393 | ↗1436 | ↗1448 | ↗1461 | ↗1463 | ↘1452 |       |

## Экономика
- сельское хозяйство
- малая ГЭС Кызыл-Хая мощностью 150 кВт[14]

## Интересный факт
Название «Кызыл-Хая» в переводе с тувинского языка означает «красная скала».

## Сотовая связь
В Кызыл-Хая действует 3 оператора сотовой связи — МегаФон, Йота, МТС.